# コールドジョイント
コールドジョイント（cold joint）とは、コンクリートを打ち重ねる適正な時間の間隔を過ぎてコンクリートを打設した場合に、前に打ち込まれたコンクリートの上に後から打ち込まれたコンクリートが一体化しない状態となって、打ち重ねた部分に不連続な面が生じることを言う。しばしば混同されがちだが、設計段階で計画的に設けられた打ち継ぎ目とは異なるものである。

## 劣化機構と性状
急激な水分の蒸発によってプラスティック収縮ひび割れも発生しやすくなる。

## 対策
コールドジョイントが起こるのを防ぐための対策としては以下のものが挙げられる。
1. 打ち重ね時にコンクリートの打設の間隔をできる限り短くすること。
2. 打ち重ね時にバイブレーター等を使い、前後のコンクリートの一体化を図るようにすること。

### 補修方法
通常のコンクリートに発生しているひび割れと同様の方法で補修が行われている。
軽微な場合にはポリマーセメントペーストを刷毛塗りする。

## 近年における被害例の一例
1999年6月に、JR西日本の運営する山陽新幹線の小倉 - 博多間にある福岡トンネル内において、コンクリート塊が落下した。その際に、トンネル内を走行していたひかり号の屋根を直撃し、屋根がめくれ、パンタグラフが損傷するという事故が発生した（福岡トンネルコンクリート塊落下事故）。同年10月には、小倉-博多間にある北九州トンネル内で重さ226kg（縦0.4m、横3.4m）のコンクリート塊が落下しているのが始発前点検で発見される。